# Exmes
Exmes [ɛm] est une ancienne commune française, ancien chef-lieu de canton et siège de la communauté de communes du Pays du Haras du Pin, située dans le département de l'Orne en région Normandie, peuplée de 269 habitants. Elle est devenue le 1er janvier 2017 une commune déléguée de la commune nouvelle de Gouffern en Auge.

## Toponymie
La ville est mentionnée dès l'époque mérovingienne sous la forme Oxma, ensuite on trouve Usmis vers 1055. Le nom Oxmisus est mentionné dans un livre sur les origines de Caen et ses rues, daté de 1702. En effet, la grande rue Saint-Jean à Caen s'appelait selon ce livre rue Exmoisine ou rue Humoise (Via Oxmisina) jusqu'au XVIe siècle peut-être, ce qui démontre l'importance d'Exmes dans des temps très anciens.
Il s'agit du type toponymique gaulois Ux(i)sama « la très haute », dérivé en -ama, suffixe de superlatif, du thème uxs- « haut ». Oxma représente sans doute *Uxama, *Ouxama de uxamos, ouxamos « (très) élevé », dérivé du thème uks- « haut », à l'origine également d’uxellos, ouxellos « élevé » (cf. Oissel, Oisseau, Ussel). C'est le même mot dans les langues néoceltiques : breton uhel, gallois uchel « haut », vieil irlandais uasal « haut, élevé, éminent, noble ».
Étymologie identique en France pour Ouessant, Huismes, Humes, Oisème ou Huines, mais aussi en Espagne pour Osma au Pays basque et Burgo de Osma en Castille-et-Leon, en Italie pour Osimo dans les Marches et Issime en Val d'Aoste ou en Autriche pour Axams au Tyrol.
Le gentilé est Hiémois.

## Histoire

### Protohistoire
Le site est occupé à l'époque protohistorique, par un oppidum gaulois, de six hectares, située sur l'éperon barré calcaire qui domine la ville. Celui-ci est défendu par des abrupts naturels, et un puissant rempart de deux cents mètres, connu sous le nom de cavalier d'Exmes, l'isole, au sud-est, du plateau. Il est précédé d'un large fossé, profonde de huit mètres
Des fouilles réalisées en 2007 par l'Inrap (par Cyril Marcigny et Emmanuel Ghesquière) confirmèrent l'occupation de l'éperon durant l'âge du bronze et la fin de l'âge du fer.

### Antiquité
Le bourg actuel est bâti sur l'emplacement de la cité gallo-romaine d'Uxoma, autrefois florissante, et qui se désagrégea au Bas-Empire. Cette cité était la capitale de la tribu des Ésuviens (Esuvii en latin), peuple gaulois qui occupait un vaste territoire compris entre la Manche au nord, la Dives à l'est, la Vire à l'ouest et le massif d'Écouves au sud. La cité était située à un important carrefour de voies romaines, et une villa y est signalée.
La révolte des Ésuviens contre les troupes romaines rapportée par Jules César dans ses Commentaires, fut fatale à la cité d'Exmes. Son territoire fut en représailles sensiblement réduit au profit de ses tribus vassales qui furent pour l'occasion émancipées de la tutelle des Ésuviens. Au nord, Aregenua (Vieux), chef-lieu de la tribu des Viducasses, fut élevée au rang de cité, ce qui priva le Pagus Oximensis de sa façade maritime et au sud par les Sagiens dont le chef-lieu Séez fut également élevé au rang de cité, isolant ainsi Exmes de ses puissants voisins aulerques avec lesquels elle commerçait.

### Moyen Âge
Elle fut siège d'un évêché fondé par saint Latuin probablement dès la fin du IVe siècle, à la même époque que les autres cités de la future Normandie, Bayeux, Coutances, Avranches, Évreux et Rouen. Conséquence ultime du redécoupage de l'ancien territoire des ésuviens par l'administration romaine, l'évêché d'Exmes fut transféré à peine un demi-siècle plus tard dans la nouvelle cité de Séez, marquant ainsi le début du déclin de l'antique cité hiémoise qui s'accéléra avec les invasions vikings.
L'évêque Passivus signe les documents des conciles comme évêque d'Exmes puis comme évêque de Séez à partir de 541. À cette date, il semblerait que le redécoupage des diocèses créa deux nouveaux évêchés, Lisieux et Séez, remplaçant pour partie le diocèse d'Exmes.
Jusqu'en 978, la vicomté d'Exmes est tenue par Ansfroi le Dane Ier, dit le Gotz, date à laquelle le fief est donné à Roger Ier de Montgommery. Son fils Ansfroi le Dane II, dit aussi le Gotz, sera rétabli à Exmes et recevra la vicomté de Falaise.
Elle était la capitale du comté d'Hiémois, dévolu à Robert le Magnifique († 1035), futur duc de Normandie. Les ducs de Normandie avaient installé une place forte sur l'éperon qui soutint plusieurs sièges. En 1060, la place résista au roi de France. C'est probablement Henri Ier Beauclerc qui renforça la place et l'inclus dans sa ceinture fortifiée. En outre, Exmes entourée d'une ceinture de petites places fortes rapprochées dont Aubry-en-Exmes faisait partie.
En 1386, Jacques le Gris, gouverneur de la ville d'Exmes, placé par Pierre II comte d'Alençon, est accusé du viol de Marguerite de Thibouville, épouse de Jean de Carrouges. Cette affaire sera portée jusqu'au Parlement de Paris où l'affaire sera réglée par le duel Carrouges Legris le 29 décembre de la même année.
La place sera prise lors de la guerre de Cent Ans et reconquise par Dunois après quatorze jours de siège. En 1591, sur l'ordre Henri IV, la place forte sera démantelée.

### Temps modernes
En 1776, Jules-David Cromot du Bourg, propriétaire des vicomtés d'Exmes et d'Argentan , récemment acquises, les échanges avec Monsieur, frère du roi Louis XVI, et futur Louis XVIII contre la forêt d'argentan afin de donner une grandeur supplémentaire à son château du Bourg-Saint-Léonard et un lieu de chasse à courre.

## Politique et administration
| Période                                  | Période       | Identité            | Étiquette | Qualité                                          |
| ---------------------------------------- | ------------- | ------------------- | --------- | ------------------------------------------------ |
| Les données manquantes sont à compléter. |               |                     |           |                                                  |
| 1935                                     | ?             | René Walbaum        |           |                                                  |
| Les données manquantes sont à compléter. |               |                     |           |                                                  |
| mai 1953                                 | mars 1959     | André Walbaum       |           |                                                  |
| mars 1959                                | 1972          | Marcel Audigé       |           |                                                  |
| 1972                                     | mars 2001     | Richard Boisard     | DVD       | Notaire Conseiller général d'Exmes (1977 → 1979) |
| mars 2001                                | avril 2014    | Jean-Georges Guérin | DVD       | Chirurgien                                       |
| avril 2014                               | décembre 2016 | Thierry Tisserant   | SE        | Artisan couvreur                                 |

## Démographie
L'évolution du nombre d'habitants est connue à travers les recensements de la population effectués dans la commune depuis 1793. À partir du 1er janvier 2009, les populations légales des communes sont publiées annuellement dans le cadre d'un recensement qui repose désormais sur une collecte d'information annuelle, concernant successivement tous les territoires communaux au cours d'une période de cinq ans. 
Pour les communes de moins de 10 000 habitants, une enquête de recensement portant sur toute la population est réalisée tous les cinq ans, les populations légales des années intermédiaires étant quant à elles estimées par interpolation ou extrapolation. Pour la commune, le premier recensement exhaustif entrant dans le cadre du nouveau dispositif a été réalisé en 2005,.
En 2021, la commune comptait 269 habitants, en évolution de −8,19 % par rapport à 2015 (Orne : −1,53 %, France hors Mayotte : +2,49 %).
| 1793 | 1800 | 1806 | 1821 | 1836 | 1841 | 1846 | 1851 | 1856 |
| ---- | ---- | ---- | ---- | ---- | ---- | ---- | ---- | ---- |
| 667  | 618  | 742  | 785  | 805  | 753  | 770  | 719  | 617  |

| 1861 | 1866 | 1872 | 1876 | 1881 | 1886 | 1891 | 1896 | 1901 |
| ---- | ---- | ---- | ---- | ---- | ---- | ---- | ---- | ---- |
| 680  | 576  | 575  | 539  | 563  | 557  | 552  | 548  | 527  |

| 1906 | 1911 | 1921 | 1926 | 1931 | 1936 | 1946 | 1954 | 1962 |
| ---- | ---- | ---- | ---- | ---- | ---- | ---- | ---- | ---- |
| 492  | 464  | 482  | 455  | 444  | 473  | 509  | 473  | 441  |

| 1968 | 1975 | 1982 | 1990 | 1999 | 2005 | 2010 | 2015 | 2019 |
| ---- | ---- | ---- | ---- | ---- | ---- | ---- | ---- | ---- |
| 443  | 399  | 341  | 335  | 350  | 312  | 308  | 293  | 272  |

## Culture locale et patrimoine

### Lieux et monuments
- Église Saint-André des XIe – XVIe siècles.
- Prieuré Notre-Dame-des-Loges du XVIe siècle.
- Grenier à sel des XVIe – XVIIe siècles.
- Hôtel de Guerpel du XVIIe siècle.
- Chapelle néo-romane Saint-Godegrand-et-Sainte-Opportune (1879-1888) bâtie sur l'emplacement de l'ancien donjon.

Le village est situé à proximité du haras du Pin.
Une commémoration associative se tient chaque année, le 19 août, devant le monument en hommage aux soldats de la 2e division blindée du général Leclerc. Elle a lieu dans le cadre de la « Route Leclerc », une série de cérémonies organisée par l'association Vive la Résistance[réf. nécessaire].

### Personnalités liées à la commune
- Saint Godegrand et sainte Opportune, fils et fille d'un comte d'Exmes au VIIIe siècle.
- François Le Prévost d'Exmes (Exmes, 1729 - Paris, 1799) écrivain, journaliste et critique littéraire.
- François Marie Christophe Grandin, homme politique né le 16 avril 1755 à Exmes et décédé le 24 mars 1823 au même lieu.
- Eugène-Victorin Chichou (Bivilliers, 1828 - Exmes, 1904), botaniste. Curé-doyen d'Exmes de 1871 à sa mort, il est inhumé dans la nef de la chapelle Saint-Godegrand-et-Sainte-Opportune qu'il a fait édifier sur le site de l'ancien château.

### Héraldique
| Blason de Exmes | Blason  | D'azur aux deux lévriers courant d'argent.                                                                                  |
| Blason de Exmes | Détails | Le blason au fronton de la mairie d'Exmes représente effectivement deux lévriers mais reliés entre eux par le même collier. |